# Cyclododecanonoxime
Cyclododecanonoxime is een macrocyclisch oxime. Het is een tussenstap in de productie van laurolactam, het monomeer van polyamide 12-kunststoffen.

## Synthese
Oximen worden gevormd door de reactie van het overeenkomstig keton met hydroxylamine. In dit geval is het keton cyclododecanon. Bij de industriële productie van het oxime gebruikt men een zout van hydroxylamine, gewoonlijk hydroxylammoniumsulfaat of hydroxylammoniumchloride. Het keton, opgelost in een organisch oplosmiddel dat mengbaar is met water, bijvoorbeeld methanol of ethanol, wordt gemengd met een waterige oplossing van het hydroxylammoniumzout. Het gevormde cyclododecanonoxime slaat neer uit het reactiemengsel en kan eruit afgescheiden worden door filtratie of centrifugatie.
In het Ato Chimie-proces wordt cyclododecanonoxime rechtstreeks bekomen uit cyclododecaan via fotonitrosering. Met nitrosylchloride (NOCl) en waterstofchloride (HCl) bekomt men, onder invloed van licht, het hydrochloride van cyclododecanonoxime. Door trichloornitrosomethaan te gebruiken in de plaats van nitrosylchloride bekomt men minder chloorhoudende nevenproducten.

## Toepassingen
Cyclododecanonoxime is de laatste tussenstap in de productie van het synthetische polymeer polyamide 12. Het monomeer daarvan is ω-laurolactam, dat uit cyclododecanonoxime wordt bekomen in de Beckmann-omlegging, in aanwezigheid van zwavelzuur.